# Sommeron
Sommeron ist eine französische Gemeinde mit 135 Einwohnern (Stand 1. Januar 2022) im Département Aisne in der Region Hauts-de-France (vor 2016 Picardie). Sie gehört zum Arrondissement Vervins, zum Kanton Vervins und zum Gemeindeverband Thiérache du Centre.

## Lage
Die Gemeinde Sommeron liegt im Norden der Thiérache in einem Seitental der oberen Oise, zehn Kilometer westnordwestlich von Hirson. Nachbargemeinden von Sommeron sind Clairfontaine im Nordosten und Osten, Luzoir im Südosten, Gergny im Südwesten sowie La Capelle im Westen und Nordwesten.

## Bevölkerungsentwicklung
| Jahr                       | 1962 | 1968 | 1975 | 1982 | 1990 | 1999 | 2006 | 2015 | 2022 |
| Einwohner                  | 185  | 181  | 144  | 147  | 123  | 122  | 134  | 141  | 135  |
| Quellen: Cassini und INSEE |      |      |      |      |      |      |      |      |      |

## Sehenswürdigkeiten
- Kirche Saint-Jean-Baptiste, erbaut 1856

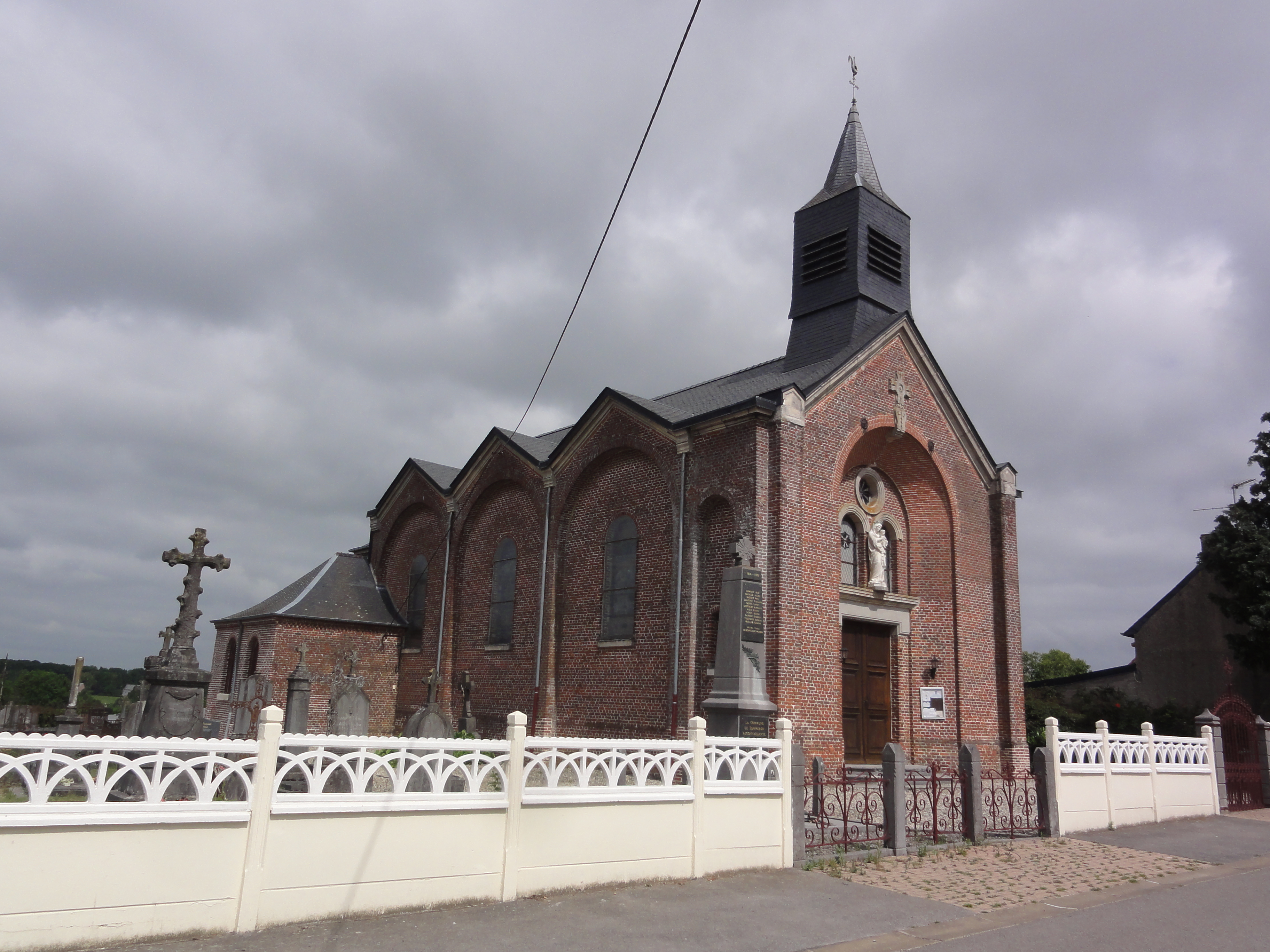
Kirche Saint-Jean-Baptiste